# Pälkekero
Pälkekero är en kulle i Finland.   Den ligger i den ekonomiska regionen  Fjäll-Lappland  och landskapet Lappland, i den norra delen av landet, 900 km norr om huvudstaden Helsingfors. Toppen på Pälkekero är 383 meter över havet.
Terrängen runt Pälkekero är platt åt sydost, men åt nordväst är den kuperad.  Trakten runt Pälkekero är nära nog obefolkad, med mindre än två invånare per kvadratkilometer.